# Гутнов, Алексей Эльбрусович
Алексе́й Эльбру́сович Гутно́в (1937, Москва — 1986, там же) — советский архитектор, теоретик архитектуры и градостроительства, автор более чем ста научных статей и нескольких книг, в том числе четырёх монографий. Популяризатор архитектуры (автор научно-популярной дилогии «Мир архитектуры»).

## Биография
Родился 26 июня 1937 года в Москве в осетинско-еврейской семье. Отец — осетинский революционер Эльбрус Гутнов — был отправлен лично И. Сталиным в 1922-м году на учёбу в Германию и выполнял там секретные поручения Коминтерна. Мать — историк-медиевист, Евгения Владимировна Гутнова (Левицкая-Цедербаум), дочь меньшевика, узника Гулага, Владимира Левицкого-Цедербаума, родного брата Юлия Мартова.
В 1954 году поступил в Московский архитектурный институт. Во время учёбы был лидером кружка студентов, занимавшихся поиском концепции нового, современного города. Разрабатываемая студентами концепция получила название Новый элемент расселения. В 1960 году студенты группы (девять человек) защитили коллективную дипломную работу «Город в Сибири» (на примере ситуации Критово рядом с Красноярском).
В 1968 году созданный группой НЭР проект города будущего был представлен на международной выставке Триеннале в Милане, где он получил позитивные отклики. В 1970 году созданный группой НЭР экспонат-макет демонстрировался на Всемирной выставке в Осаке.
В 1971 году Гутнов защитил кандидатскую диссертацию по теме «Влияние изменяемости городской среды на принципы её проектирования», а в 1980-м — докторскую по теме «Структурно-функциональная организация и развитие градостроительных систем».
Первые два года после окончания института (1961—1962) Гутнов проработал в Управлении по проектированию Дворца Советов для правительственного центра на Ленинских горах, потом с 1962 по 1973 в Моспроекте-1. После этого до своей смерти Гутнов возглавлял научный отдел НИиПИ Генплана Москвы.
Стремился к созданию альтернативного Генплана Москвы, сориентированного не на отраслевые интересы и интересы ведомств, а на интересы и запросы москвичей. Проявлял устойчивый и растущий интерес к междисциплинарным исследованиям города как социокультурного целого и к серьёзной урбанологической науке во всём её многообразии.
Умер в 1986 году в Москве.
В 1998 году Архитектурным советом Москомархитектуры учреждена «Премия имени архитектора А. Гутнова». Присуждается ежегодно «Специалистам в области градостроительства за разработку проектов и научных исследований по реализации Генерального плана г. Москвы, получивших общественное признание и внесших значительный вклад в решение градостроительных проблем развития столицы России».
Дочь — Александра Гутнова, архитектор. Живёт и работает в Париже. Одна из авторов проекта «НЭР: история будущего».

## Творчество
Основной областью творческого и научного интереса Алексея Гутнова было градостроительство. Под его руководством и с его участием был разработаны такие проекты, как жилой район Гольяново, Сокольники, Спасская улица, Новокировский проспект, многочисленные жилые и общественные здания.
Гутнов был сторонником концепции пешеходных улиц в центре города. Под его руководством был разработан и претворён в жизнь проект превращения Арбата в пешеходную улицу. По его замыслу, другими пешеходными улицами Москвы должны были стать Столешников переулок и Кузнецкий мост.
Александр Кузьмин, главный архитектор Москвы с 1996 по 2012 год:

Гутновым и его школой заложено в понимании градостроительного процесса так много идей, что до сих пор мы «шлифуем» их, пытаемся переложить в язык официальных документов
Проектные разработки А. Э. Гутнова экспонировались в Италии, США, Японии, Франции, Австрии, ФРГ. Опубликовано более 100 научных статей и четыре монографии.

## Основные работы
- Новый элемент расселения: на пути к новому городу. — М.: Стройиздат, 1966 (совм. с А. В. Бабуровым, И. Г. Лежавой и др.)
- Будущее города. — М.: Стройиздат, 1977 (совм. с И. Г. Лежавой).
- Эволюция градостроительства. — М., 1984.
- Мир архитектуры: язык архитектуры. — М., 1985.
- Мир архитектуры: лицо города. — М., 1990 (не дописана, завершена В. Л. Глазычевым).
- Город в теории систем // В сб.: Города и люди: избранные труды. — М., 1993.